# Tshuhtshoaivi
Tshuhtshoaivi är ett berg i Finland. Det ligger i Enontekis i landskapet Lappland, i den norra delen av landet, 1 000 km norr om huvudstaden Helsingfors. Toppen på Tshuhtshoaivi är 672 meter över havet, eller 94 meter över den omgivande terrängen. Bredden vid basen är 2,7 km.
Terrängen runt Tshuhtshoaivi är huvudsakligen platt, men västerut är den kuperad.  Trakten runt Tshuhtshoaivi är nära nog obefolkad, med mindre än två invånare per kvadratkilometer. Det finns inga samhällen i närheten. Omgivningarna runt Tshuhtshoaivi är i huvudsak ett öppet busklandskap.